# 祝余
祝馀是中国神话里的一種植物，样子像韭菜，花是青色，吃了可以不饿。记载于《山海经·南山经》
《鏡花緣》中则敘述：「一經離土其葉即枯，若要充饑，必須嫩莖，枯即無用了。」

## 参看
中国妖怪列表
1. ↑  《山海经·南山经》：「临于西海之上，多桂，多金玉。有草焉，其状如韭而青华，其名曰祝馀，食之不饥。」
2. ↑  孫見坤. . 奇幻. 天津人民出版社. 2018/10/01: 318. ISBN 9787201139296.